# ナカムラギンメ科
ナカムラギンメ科（学名：Diretmidae）は、キンメダイ目に所属する魚類の分類群の一つ。ナカムラギンメなど、中層遊泳性の深海魚のみ3属4種が含まれる。

## 分布・生態
ナカムラギンメ科の魚類はすべて海水魚で、大西洋・インド洋・太平洋など世界中の深海に広範囲に分布する種類が多い。海底から離れた深海の中層を漂って生活しており、動物プランクトンや浮遊性の甲殻類を主に捕食している。仔魚は表層近くで暮らし、成長につれて深部に移行するとみられている。漁獲対象となる種類は知られていないが、食用魚としての利用可能性が指摘されている。

## 形態
ナカムラギンメ科の仲間は左右に平たく側扁した体型をもち、最大で全長40cmほどに成長する。体高は高く、腹部は鋭く切り立った形状となっている。
本科はオニキンメ科とともにオニキンメ上科を構成する。これら2グループに共通した特徴として、仔魚は頭頂骨・前頭骨・前鰓蓋骨にトゲをもつ。鑑別点としては、ナカムラギンメ科魚類は側線を欠き、背鰭・臀鰭の鰭条数がいずれもオニキンメ類よりも多いことなどが挙げられる。
背鰭と臀鰭には棘条がなく、それぞれ24-30本・19-22本の軟条で構成される。腹鰭は1棘6軟条。鰓条骨は7-8本で、椎骨は20-32個。

## 分類
ナカムラギンメ科にはNelson（2016）の体系において3属4種が認められている。ナカムラギンメの有効な学名は Diretmichthys parini とされているが、かつて記載された Diretmoides 属に本種を含め、同属を「ナカムラギンメ属」と称することがある。

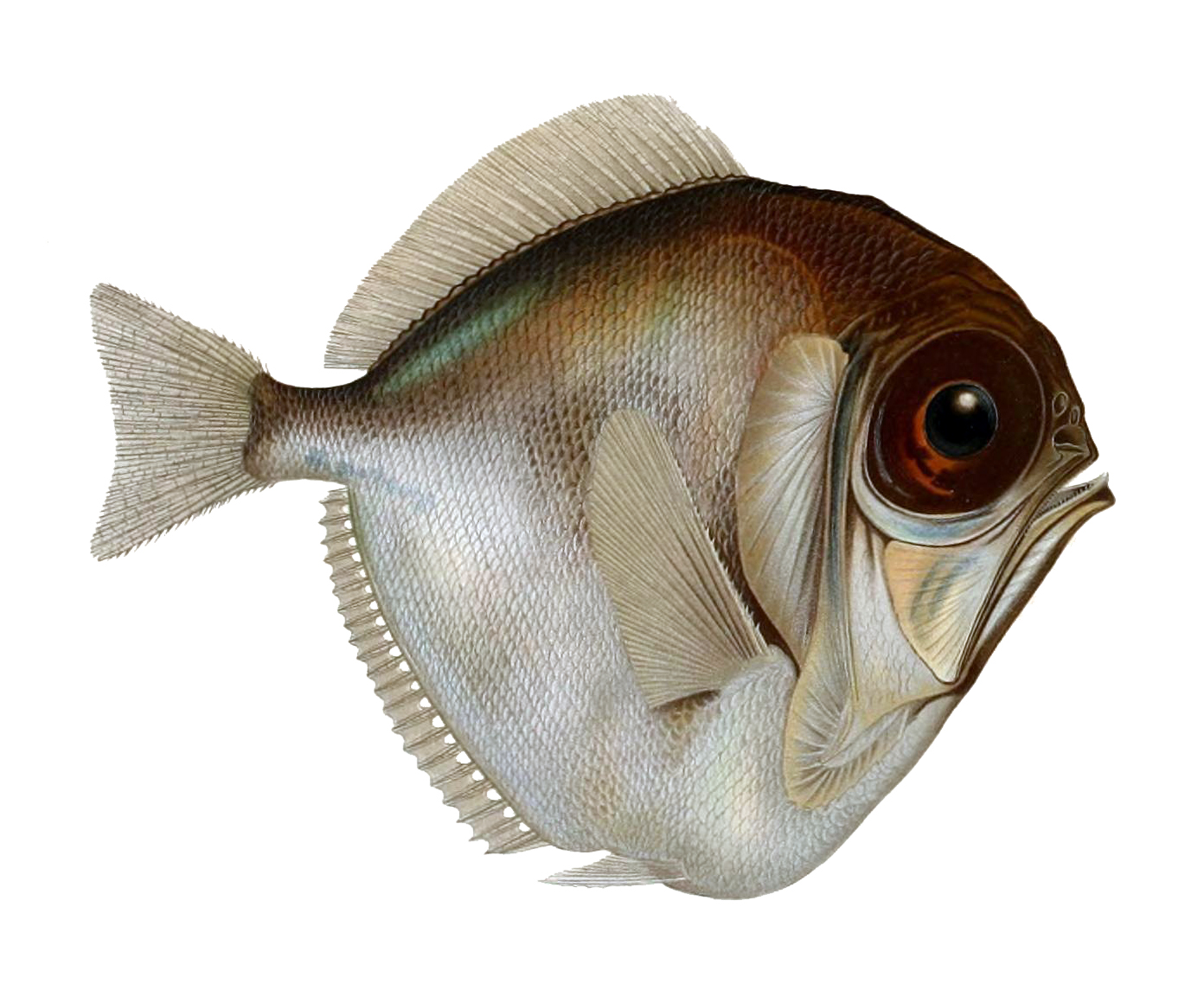
フチマルギンメ Diretmus argenteus （フチマルギンメ属）。本科魚類は大きな眼と上向きの口をもつ。本属は腹鰭の前方に大型の稜鱗を備えることで、他の2属と区別される

- チゴナカムラギンメ属[7] Diretmoides
  - チゴナカムラギンメ Diretmoides pauciradiatus
  - ツバサナカムラギンメ[8] Diretmoides veriginae
- フチマルギンメ属 Diretmus
  - フチマルギンメ Diretmus argenteus
- ナカムラギンメ属 Diretmichthys
  - ナカムラギンメ Diretmichthys parini